# Тропин, Николай Максимович
Николай Максимович Тропин (род. 26 января 1947 года в селе Викулово Тюменской области, РСФСР, СССР) — советский и российский адвокат, политический деятель, депутат Государственной Думы ФС РФ первого созыва (1993—1995), член Союза адвокатов России.

## Биография
С 1968 по 1972 год работал сторожем, грузчиком, разнорабочим. В 1972 году получил высшее образование по специальности «юрист» в Свердловском юридическом институте. В 1972—1973 годах работал учителем в средней школе, в 1973—1974 годах — помощником прокурора. С 1974 по 1993 год — адвокат, член Союза адвокатов России, член Тюменской областной коллегии адвокатов. С 1993 года член Демократической партии России.
В 1993 году был избран депутатом Государственной думы Федерального Собрания Российской Федерации первого созыва. В Государственной думе был членом комитета по бюджету, налогам, банкам и финансам, членом Мандатной комиссии, входил в депутатскую группу «Стабильность».
С 2003 года работает адвокатом Спасской коллегии адвокатов Санкт-Петербурга.